# Єлизаветівка (Черкаський район)
Єлизаве́тівка — село в Україні, у Черкаському районі Черкаської області, підпорядковане Будищенській сільській громаді.

## Населення
За даними перепису 2001 року в селі мешкало 110 осіб.

### Мовний склад
Рідна мова населення за даними перепису 2001 року:
| Мова       | Чисельність, осіб | Доля     |
| ---------- | ----------------- | -------- |
| Українська | 99                | 90,00 %  |
| Російська  | 11                | 10,00 %  |
| Разом      | 110               | 100,00 % |